# Geographie Japans

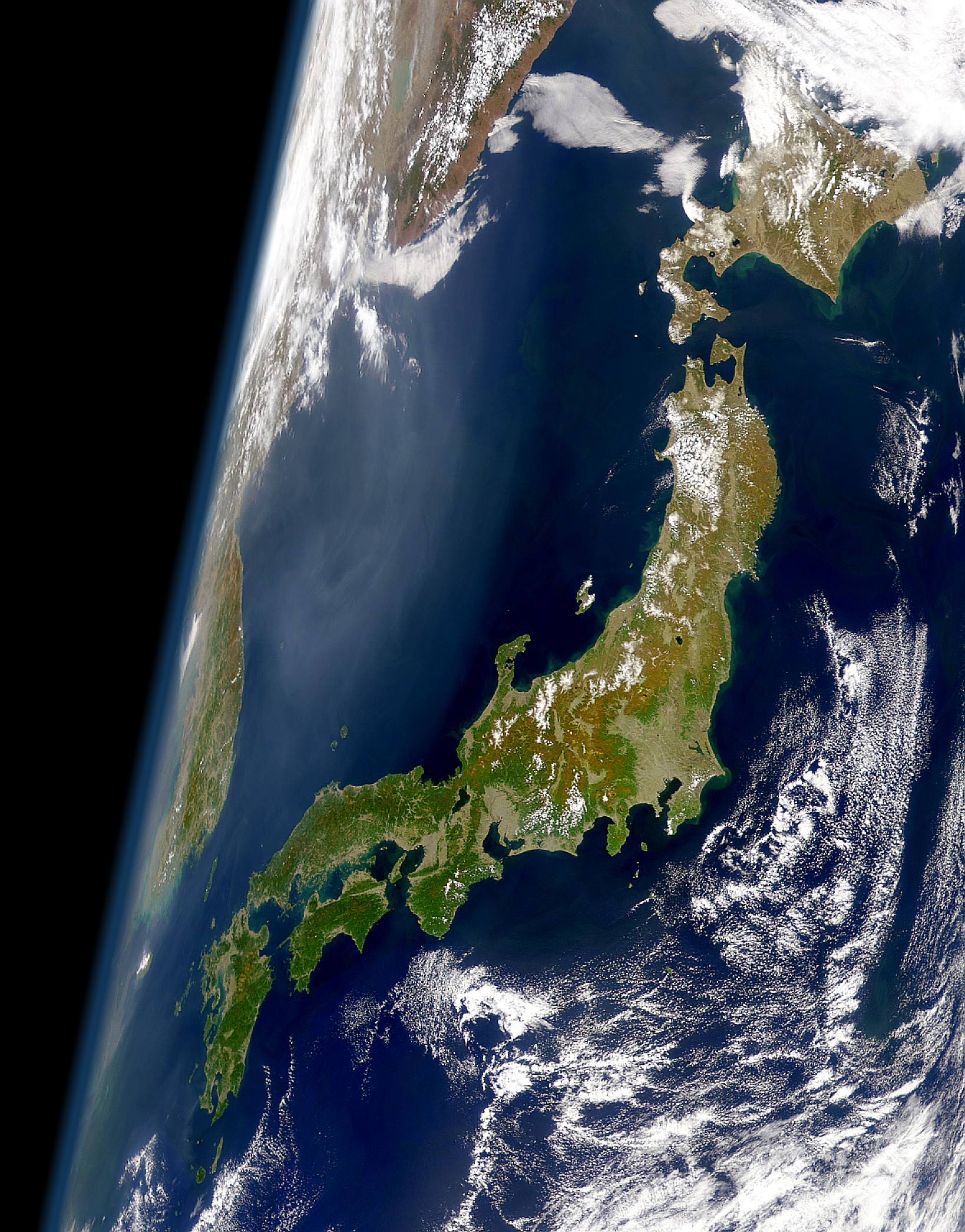
Satellitenaufnahme Japans 1999

Japan ist nach Indonesien, Madagaskar und Papua-Neuguinea der viertgrößte Inselstaat der Welt. Er liegt im Pazifik vor den Küsten Russlands und Koreas.
Japan ist eine Inselkette, die sich entlang der Ostküste Asiens erstreckt. Die fünf Hauptinseln sind Hokkaidō im Norden, die zentrale und größte Insel Honshū sowie Shikoku, Kyūshū und Okinawa im Süden. Dazu kommen 6847 kleinere Inseln (von min. 100 m Umfang bei Hochwasser), die sich vor allem in der Seto-Inlandsee und als Ryūkyū-Inseln konzentrieren.
Die japanischen Inseln sind ein nordwestliches Teilstück des Pazifischen Feuerrings.
Japan ist eigentlich ein Gebirge, das sich aus dem Meer erhebt. Dementsprechend sind rund drei Viertel des Landes so stark geneigt, dass sie weder landwirtschaftlich noch als Siedlungsfläche nutzbar sind. Die Siedlungsfläche beschränkt sich auf wenige große Ebenen, die Küstenstreifen und die Bergtäler.

## Geologie und Geographie
Der japanische Archipel, wie wir ihn heute kennen, umfasst neben den fünf Hauptinseln Hokkaidō, Honshū, Kyūshū, Shikoku und Okinawa auch mehr als 6847 weitere Inseln.

### Ausdehnung

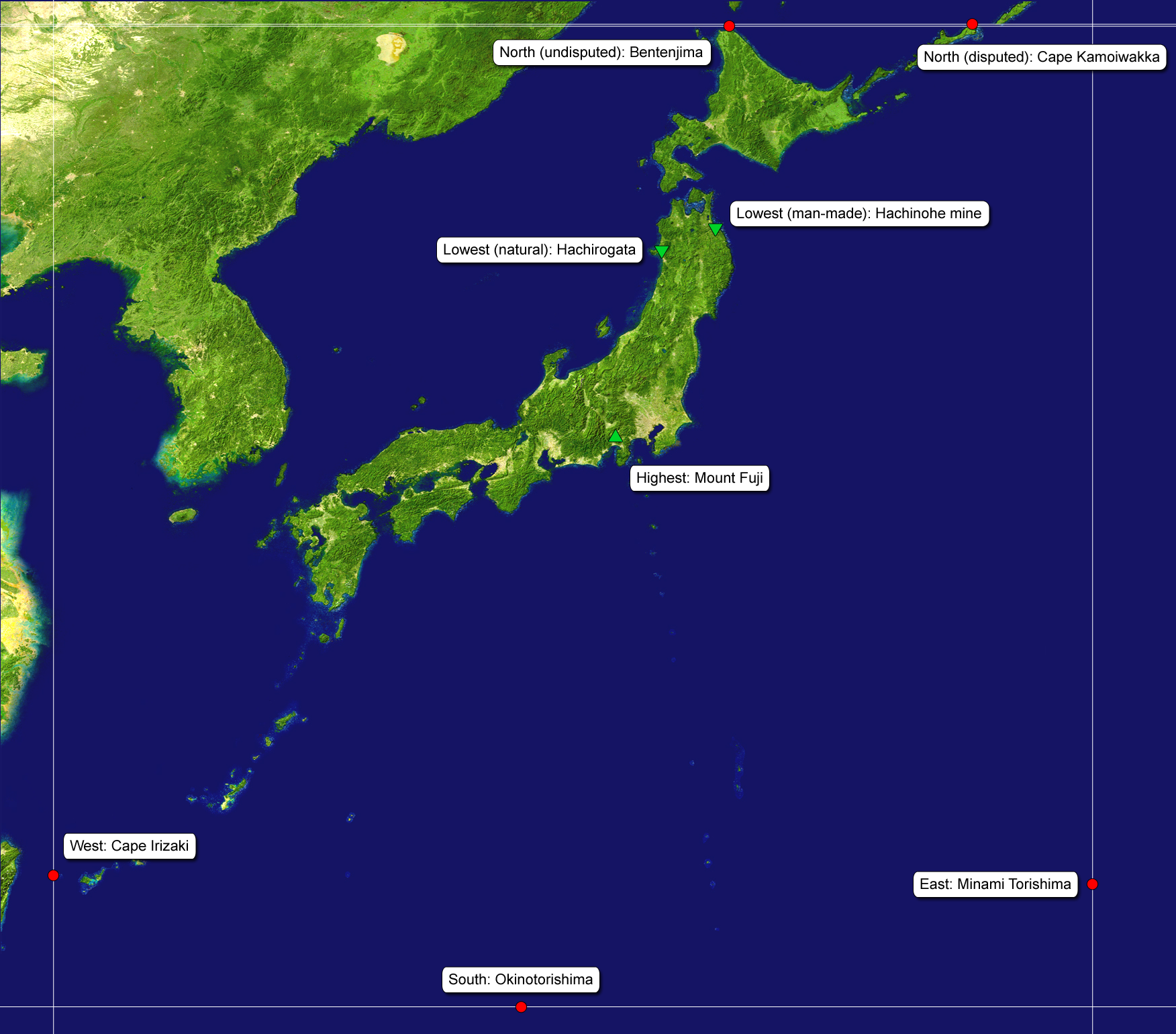
Geographisch extreme Orte Japans

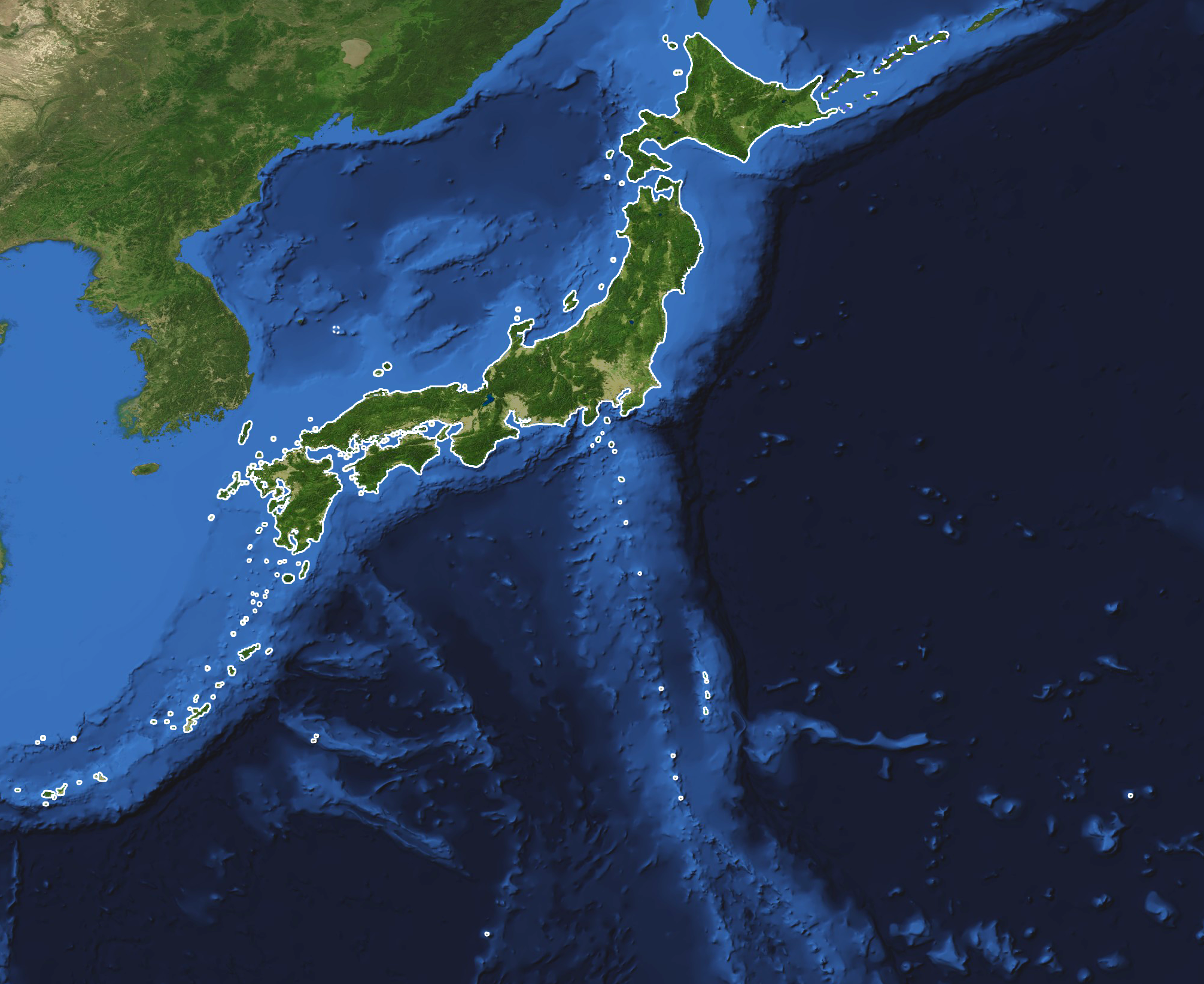
Zum Japanischen Archipel gehörige Inseln

- Der nördlichste Punkt Japans ist umstritten. Werden die im Kurilenkonflikt beanspruchten Gebiete nicht berücksichtigt, ist es Kap Sōya (45° 31′ 21,7″ N, 141° 56′ 10,6″ O), das zum Gebiet der Stadt Wakkanai auf Hokkaidō gehört.
- Südlichster Punkt ist Okinotorishima (20° 25′ 18″ N, 136° 5′ 17″ O).
- Westlichster Punkt ist die westliche Spitze der Insel Yonaguni (Präfektur Okinawa) (24° 27′ N, 122° 59′ O).
- Östlichster Punkt ist Minami-Torishima (24° 17′ 18″ N, 153° 58′ 52″ O), Teil der Ogasawara-Inselgruppe.

Über den gesamten Archipel verläuft eine Gebirgskette, die ungefähr 73 % der Landmasse Japans ausmacht. Der höchste Punkt Japans ist der Berg Fuji auf der Hauptinsel Honshū mit 3776 m über dem Meeresspiegel. Nur in den Regionen Kantō (Großraum Tōkyō) und Kansai (Kyōto–Osaka–Kōbe) finden sich größere Ebenen. Beide sind dicht besiedelt und der Standort gleich mehrerer Millionenstädte. Auf Grund des Mangels an Flachland werden Berghänge durch Terrassenfeldbau kultiviert.

### Entstehungsgeschichte des japanischen Archipels

Entstehung des japanischen Archipels im mittleren bis späten Pliozän (vor 3,5 – 2 Mio. Jahren)

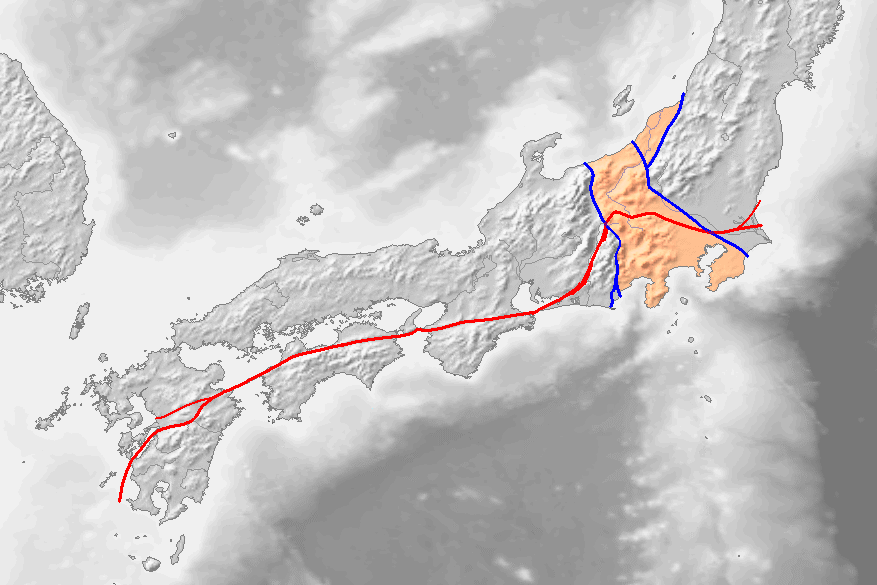
Geologie und Tektonik des Japanischen Archipels. Rot: die etwa 1000 km lange Median Tektoniklinie (中央構造線, kurz: MTL)

Der japanische Archipel entstand vor ca. 16 bis zwei Millionen Jahren v. h., vom Miozän bis zum Pliozän, das der erdgeschichtlichen Phase des Pleistozäns vorausgeht.

#### Auftauchen des Inselbogens, Entstehung des Japanischen Meeres und des Shikoku-Meerbeckens
Vor rund 30 Millionen Jahren existierten weder das Japanische noch das Ochotskische Meer. Der japanische Archipel war noch Bestandteil des Kontinents, der sich von Nord-Nordwest nach Süd-Südost durch Sedimente eines Akkretionskeils zweier tektonischer Platten vergrößerte. Vor ca. 19 Millionen Jahren kollidierte der indische Subkontinent mit Tibet, wodurch sich in der Landmasse ein Riss auftat, der sich ausweitete und mit Wasser füllte. So entstand das Japanische Meer zunächst als Binnensee. Die Veränderungen der folgenden vier Millionen Jahre bewirkten anschließend eine Vergrößerung des Gewässers und eine Drehung Südwest Japans um ca. 45 Grad im Uhrzeigersinn, wobei der Drehpunkt etwa auf der heutigen Insel Tsushima lag.
Zu gleicher Zeit drehte sich der Nordosten des entstehenden japanischen Inselbogens gegensinnig zum Südteil um ca. 40 Grad gegen den Uhrzeigersinn. Im Zeitraum von 16 bis 11 Millionen Jahren v. h. waren große Teile Südwestjapans bereits festes Land, während Nordost-Japan durch den Anstieg des Meeresspiegels größtenteils noch vom Meer bedeckt war. Statt einer zusammenhängenden Landmasse erhoben sich im Nordosten eine Vielzahl von Inseln aus dem Meer. Eine erneute Subduktion der pazifischen unter die Kontinentalplatte hob den Nordostteil an und bildete die Ō-Gebirgskette und das Dewa-Gebirge (Orogenese).

#### Aufbrechen des Shikoku-Meerbeckens und Entstehung des Izu-Ogasawara-Bogens
Auch auf der Pazifikseite Südwestjapans verbreiterte sich der Ozeanboden, durch Abbrechen des östlichen Teils des damals noch zusammenhängenden Palau-Kyūshū-Rückens (japanisch 九州・パラオ海嶺, Kyūshū Palau kairei) und der sich bildende Izu-Ogasawara-Bogens driftete nach Osten. Das dazwischen liegende Land ist das Shikoku-Meerbecken, das mit dem philippinischen Meeresboden die philippinische Platte bildet. Im seichten Meer zwischen Südwest- und Nordost-Japan lagerten sich Sedimente ab, die durch Kompression verdichtet wurden und die in der Folge die Japanischen Alpen bildeten. Die Fossa Magna entstand und trennt geologisch seither Nordost- von Südwest-Japan (siehe Abbildung: Geologie und Tektonik). Im Osten (Abb. linke blaue Linie) wird die Fossa Magna von der Itoigawa-Shizuoka Tektoniklinie (糸魚川静岡構造線, kurz: ISTL), im Westen (Abb. rechte blaue Linie) von der Shibata-Koide Tektoniklinie (新発田小出構造線, kurz: SKTL) und von der Kashiwazaki-Chiba Tektoniklinie (柏崎千葉構造線) begrenzt.

#### Die drei Landmassen Hokkaidōs
Hokkaidō bildete sich aus drei Landmassen: aus Nordwesthokkaidō, der Fortsetzung des ursprünglichen Nordwestjapan, aus Zentralhokkaidō, der Fortsetzung der nordsüdlichen Landmasse Sachalins, und aus Nordosthokkaidō, das zum Kurilen-Bogen gehörte. Nordwesthokkaidō war durch die Ausweitung des japanischen Meeres nach Osten gedriftet, während auf der gegenüberliegenden Seite Nordosthokkaidō von der pazifischen Platte nach Westen gezogen wurde. Diese beiden Landmassen kollidierten mit Zentralhokkaidō und bewirkten dadurch die Hebung des Hidaka-Gebirges. Vor etwa sechs Millionen Jahren brach auch der Ryūkyū-Inselbogen von der kontinentalen Landmasse ab und entwickelte sich zu Inseln mit Korallenriffen. Die Herausbildung einer Umwelt, der heutigen ähnlich, begann etwa zu Beginn des Pliozäns sechs bis fünf mya.

## Gliederung
Japan ist in acht Regionen eingeteilt: Hokkaidō, Tōhoku, Kantō, Chūbu, Kinki, Chūgoku, Shikoku und Kyūshū. Diese Einteilung ist historisch begründet und spielt heutzutage nur eine untergeordnete Rolle. Politisch ist Japan in Präfekturen gegliedert.

### Politische Gliederung
Siehe: Präfekturen Japans
Japan ist ein zentralistischer Staat, der lediglich klar umrissene Aufgaben an die 47 Präfekturen zur Durchführung weitergibt. Innerhalb dieser Aufgaben sind die Präfekturen zwar relativ autonom, allerdings immer weisungsgebunden gegenüber der Zentralregierung und auch auf die Finanzierung durch den Zentralstaat angewiesen.
Die 47 Präfekturen gliedern sich in Großstädte sowie Kleinstädte und Dörfer, die kommunale Ebene. Einzige Ausnahme ist die Präfektur Tokio, die in die 23 zentralen Stadtbezirke zum einen sowie umliegende Kleinstädte und Dörfer zum anderen aufgeteilt ist. Die Präfekturen sind in Größe und Bevölkerungsdichte sehr unterschiedlich. Die meisten entfallen auf die Hauptinsel Honshū, während beispielsweise die zweitgrößte Insel Hokkaidō nur eine einzige Präfektur hat. Innerhalb der präfekturalen und der kommunalen Ebene gibt es – im Gegensatz zum nationalen Parlamentarismus – ein präsidentielles System, innerhalb dessen einerseits die Regierungs- und Verwaltungschefs und andererseits die Gemeindeversammlungen und Präfekturparlamente autonom gewählt werden.

## Die fünf Hauptinseln

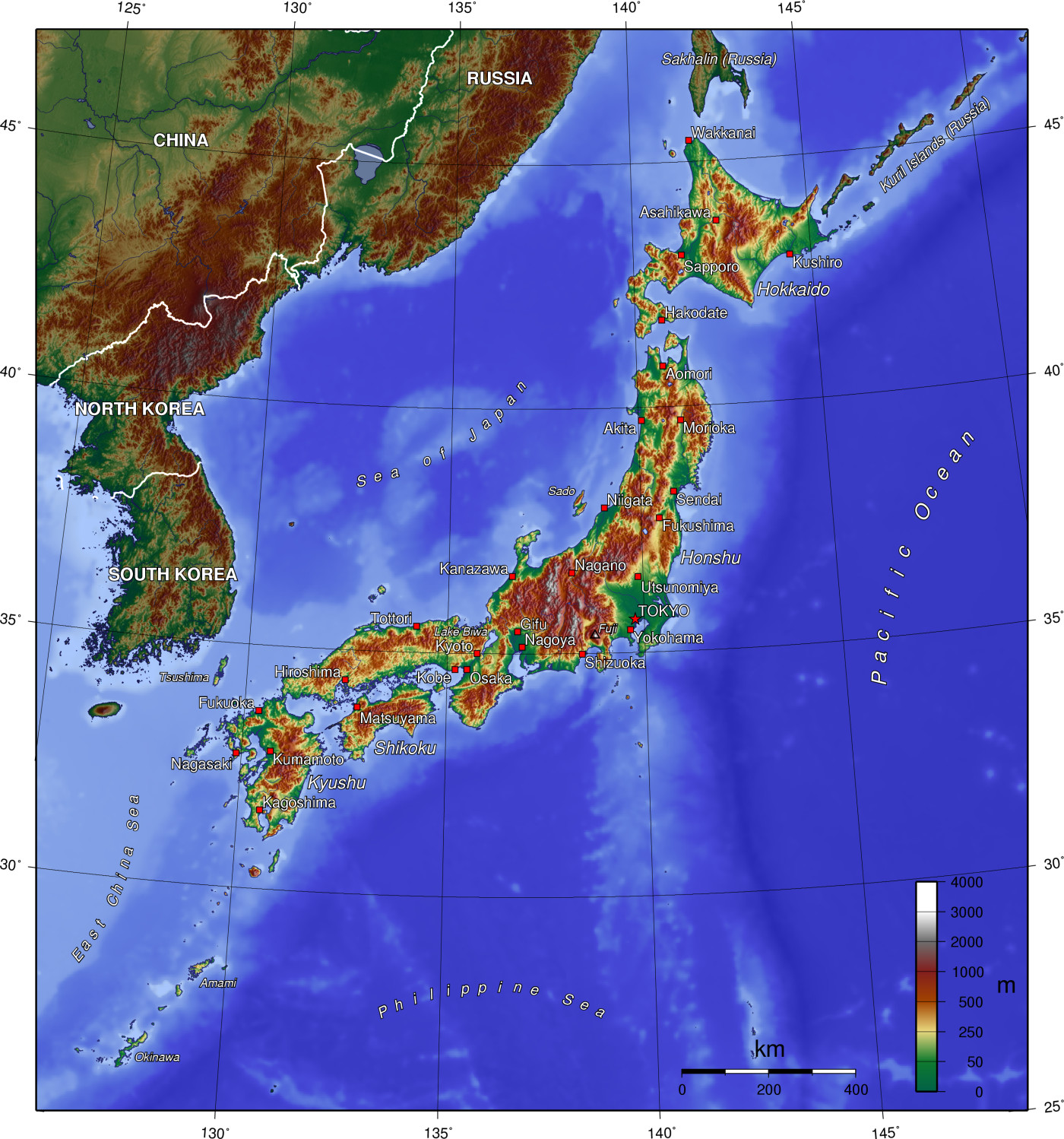
Die Japanischen Inseln Topographie

Die fünf größten Inseln, welche den Großteil der Landmasse des Staatsgebietes Japans darstellen, werden als japanische Hauptinseln bezeichnet.

### Honshū
Honshū ist die größte Insel Japans und wird auch als japanisches „Kernland“ bezeichnet. Auf Honshū liegt die Hauptstadt Tokio. Honshū ist etwa 1300 km lang und hat eine Breite zwischen 50 und 240 km. Die Fläche beträgt etwa 230.500 km², dies entspricht circa 60 % der Gesamtfläche Japans. Die Küstenlinie ist 5450 km lang. Der höchste Punkt der Insel ist der Berg Fuji mit 3776 m Höhe. Das Gebiet ist vor allem in der Kantō-Ebene sehr fruchtbar und viele Flüsse fließen dort. Die klimatischen Bedingungen reichen von der kühlen Nordspitze der Insel bis zu subtropischen Zonen im Süden.

### Hokkaidō
Die Insel Hokkaidō ist mit 77.984 km² Fläche die zweitgrößte Insel Japans. Zusammen mit mehreren umliegenden kleinen Inseln bildet sie die nördlichste und mit Abstand größte Präfektur des Landes. Die höchste Erhebung bildet der Asahi-dake mit 2291 Meter über Normalnull. Im Süden grenzt Hokkaidō an die Tsugaru-Straße, die die Insel von Honshū trennt. Die größte Stadt ist Sapporo.

### Kyūshū
Kyūshū ist mit einer Fläche von 35.640 km² und 13,44 Mio. Einwohnern (1995) die zweit-bevölkerungsreichste und drittgrößte Insel Japans. Ihr Name stammt von der ursprünglichen Unterteilung der Insel in neun Provinzen. Kyūshū ist sehr gebirgig. Auf ihr befindet sich der Aso (1592 m), der aktivste Vulkan Japans. Andere aktive Vulkane sind der Sakurajima (bei Kagoshima) und der Unzen (bei Nagasaki). Die größte und wichtigste Stadt auf Kyūshū ist Fukuoka mit Hafen, Industrie und zahlreichen Verwaltungen. Kyūshū hat ein subtropisches Klima. Die wichtigsten landwirtschaftlichen Produkte sind Reis, Tee, Tabak, Speisekartoffeln und Soja. Weiterhin wird Seide produziert.

### Shikoku
Shikoku ist die zweitkleinste der fünf Hauptinseln. Sie ist zirka 18.000 km² groß und hat eine Bevölkerung von ungefähr 4,5 Mio. Einwohnern. Sie ist in vier Präfekturen eingeteilt: Ehime, Kagawa, Kōchi und Tokushima. Den Namen vier Länder hat die Insel aufgrund der Tatsache, dass sie schon seit der Zeit der Provinzen aus vier Provinzen bestand, nämlich Awa, Sanuki, Iyo und Tosa. Die Grenzen dieser alten Provinzen entsprechen denen der heutigen Präfekturen.

### Okinawa
Okinawa ist die kleinste der fünf Hauptinseln. Es ist die größte der Ryūkyū-Inseln und die Hauptinsel der Inselgruppe Okinawa. Als Insel des Ryūkyū-Inselbogens gehört Okinawa Hontō auch zu den Nansei-Inseln.

## Meere
Nordwestlich der Hauptinseln liegt das Japanische Meer, im Osten befindet sich der Pazifik. Die Ryūkyū-Inseln grenzen das Ostchinesische Meer im Westen von der Philippinensee im Osten ab, die auch von Süden an die Hauptinseln grenzt. Im Norden Japans liegt das Ochotskische Meer. Nur wenige Kilometer vor der japanischen Ostküste liegt der Japangraben, dessen tiefste Stelle bei 8.410 Metern liegt.
Vor der Ostküste Japans, in etwa beim 36. Breitengrad, treffen sich zwei Hauptmeeresströmungen, der kalte Oyashio aus dem Norden, und der warme Kuroshio aus dem Süden. Ein Zweig des Kuroshio, der Tsushima-Strom, fließt die Westküste hinauf ins Japanische Meer.

## Natürliche Ressourcen

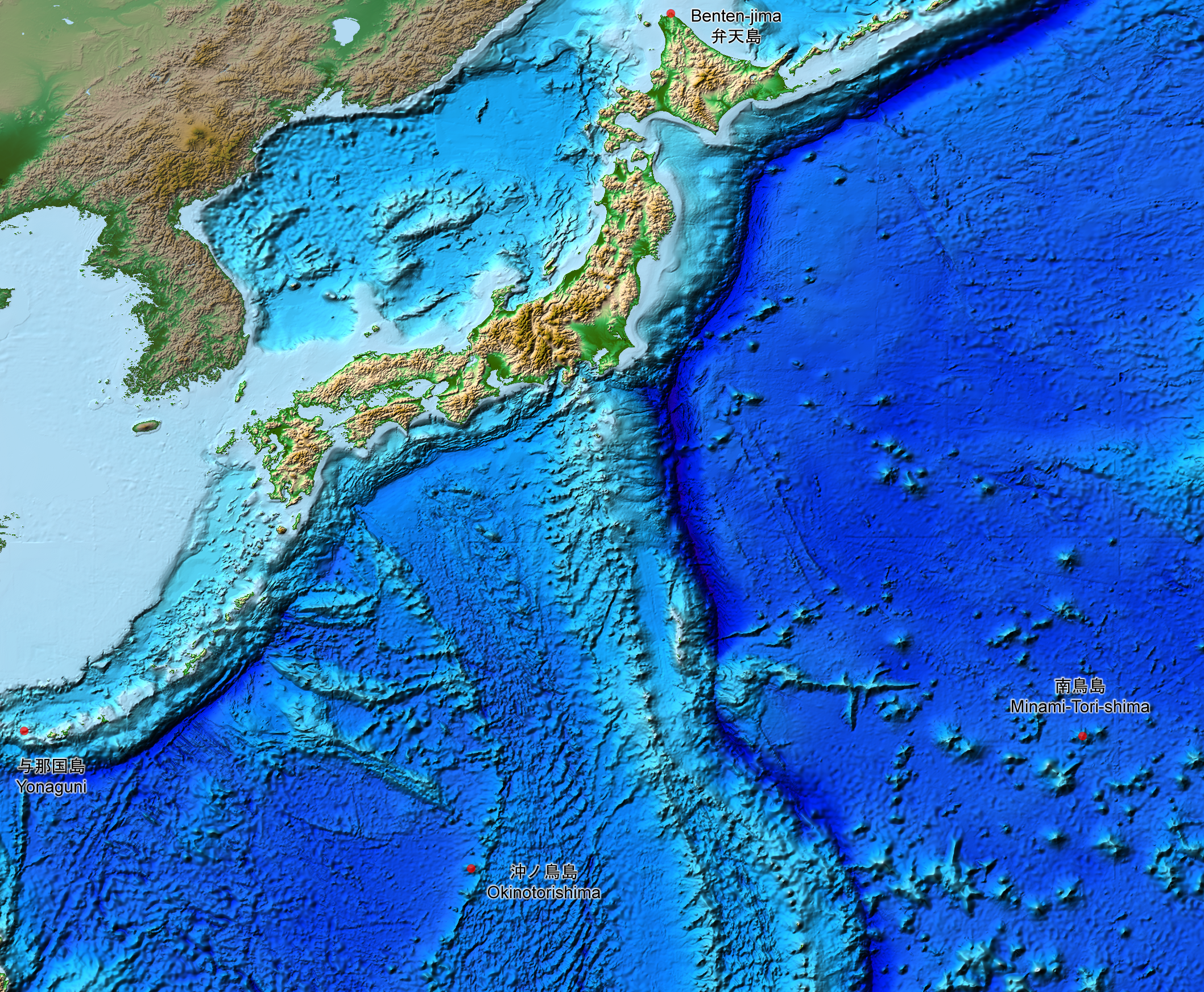
Relief und Ozeanboden von Japan

Japans natürliche Ressourcen sind knapp (an Land), mit Ausnahme von Fischereierzeugnissen (Fisch, Krebstiere, Wale usw.) sowie einigen Bergbau- und Holzindustrien.

### Meerestiere
Japan hat eine der größten Fischereiflotten der Welt. Es macht fast 15 % des weltweiten Fischfangs aus. Im Jahr 2005 belegte Japan in Bezug auf die Menge des gefangenen Fisches den sechsten Platz weltweit. In Japan wurden im Jahr 2005, 4.074.580 Tonnen Fisch gefangen.

### Ozeanboden
Japan hat die achtgrößte ausschließliche Wirtschaftszone: 4.479.388 km². Es hat viele Natürliche Ressourcen und Meerestieren. Es wird geschätzt, dass der Ozeanboden viele Bodenschätze besitzt (Rohstoff). Zum Beispiel Methanhydrat, Erdgas, metallische Minerale und Metalle der Seltenen Erden. Die Bodenschätze des Ozeanbodens wie Manganknolle, Cobalt reiche Kruste und hydrothermale Unterseebestände befinden sich in Tiefen über 1.000 m.
Japanische Wissenschaftler entdeckten die Existenz von 6,8 Millionen Tonnen Metalle der Seltenen Erden in der Nähe der Insel Minami-Torishima, die in der Lage sind, den nationalen Bedarf für mehr als 200 Jahre zu decken. Es wird geschätzt, dass im östlichen Nankai-Graben mehrere Billionen Kubikmeter Methanhydrat vorhanden sind.

## Nationalparks
Japan weist eine große Fläche an Naturschutzgebieten auf. Insgesamt gibt es 34 Nationalparks (jap. 国立公園, kokuritsu kōen), 56 Quasinationalparks und 306 Präfekturnaturparks (Stand: 26. Juli 2017). Das erste Nationalparkgesetz wurde 1931 erlassen. Nach vielen Studien wurden zwischen 1934 und 1936 daraufhin bereits 12 Nationalparks ernannt. Die ersten drei Parks waren Seto-Inlandsee, Unzen und Kirishima. Weitere fünf folgten mit Aso, Nikkō, Japanische Alpen, Akan und Daisetsuzan im selben Jahr. Zwei Jahre später kamen Towada, Fuji-Hakone, Yoshino-Kumano und Daisen hinzu. Die Nationalparks spiegeln die geologische und klimatische Vielfalt der japanischen Landschaft wider.

## Klima
Aufgrund der Nord-Süd-Ausdehnung des Landes ist das Klima in Japan sehr unterschiedlich ausgeprägt: Die Inselkette erstreckt sich von der kalt-gemäßigten Klimazone in Hokkaidō, mit kalten und schneereichen Wintern, bis in die Subtropen in Okinawa. Dazu kommt der Einfluss von Winden – im Winter vom asiatischen Kontinent zum Meer, und im Sommer vom Meer zum Kontinent. Im späten Juni und frühen Juli fällt im Süden ein Großteil des Jahresniederschlages als monsunartige Regenfront (梅雨前線, baiu zensen), außerdem ist diese Zeit Taifun-Saison mit bis zu 20 Wirbelstürmen jährlich.
Die Winde tragen auch dazu bei, dass Japan verstärkt von transnationaler Umweltverschmutzung betroffen ist.
Japan kann wegen seiner breit gefächerten geographischen Verhältnisse in sechs Hauptklimaregionen eingeteilt werden:
- Hokkaidō: nicht sonderlich starke Niederschläge, aber während der langen kalten Winter größere Schneeverwehungen
- Japanisches Meer: Der Nordwestwind im Winter bringt starken Schneefall. Im Sommer ist diese Region kühler als die pazifische Region, jedoch gibt es hier öfter Föhn.
- Zentrales Hochland (Chūō-kōchi): starke Temperaturunterschiede zwischen Sommer und Winter sowie Tag und Nacht, geringe Niederschläge
- Seto-Inlandsee: Die Berge der Region Chūgoku und Shikoku halten den Wind auf und führen zu einem ganzjährig milden Klima.
- Pazifikregion: kalte Winter mit geringem Schneefall und heiße trockene Sommer
- Nansei-shoto (Ryūkyū-Inseln): Subtropisches Klima mit warmen Wintern und heißen Sommern. Starke Niederschläge vor allem während der Regenzeit, regelmäßig auftretende Taifune.

Klimadiagramme
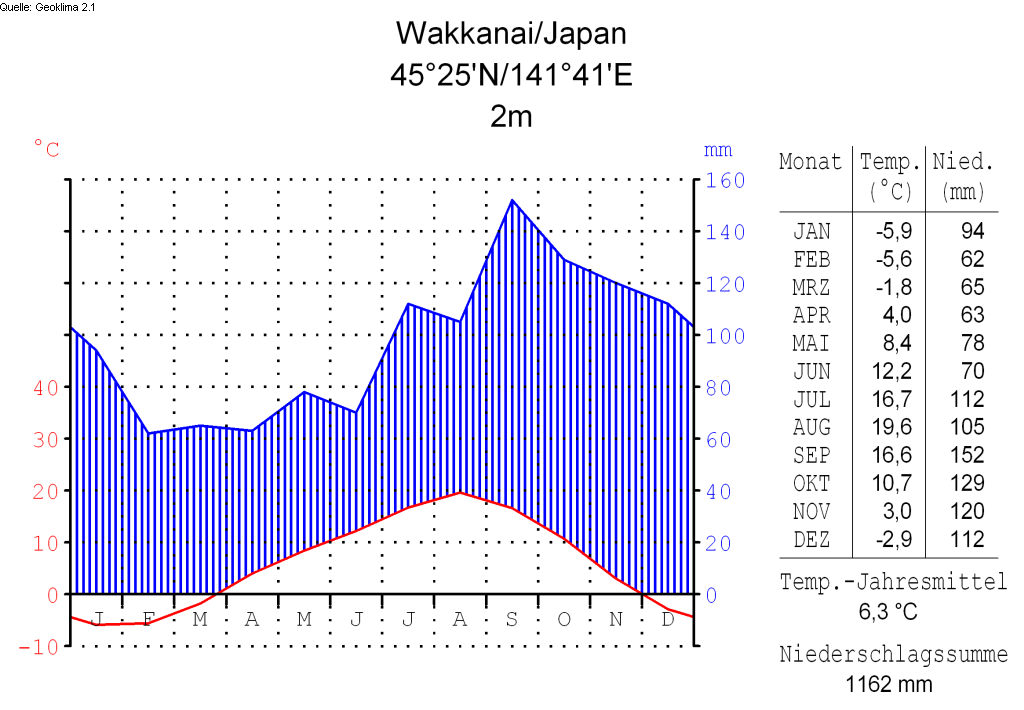
Wakkanai (Hokkaidō)
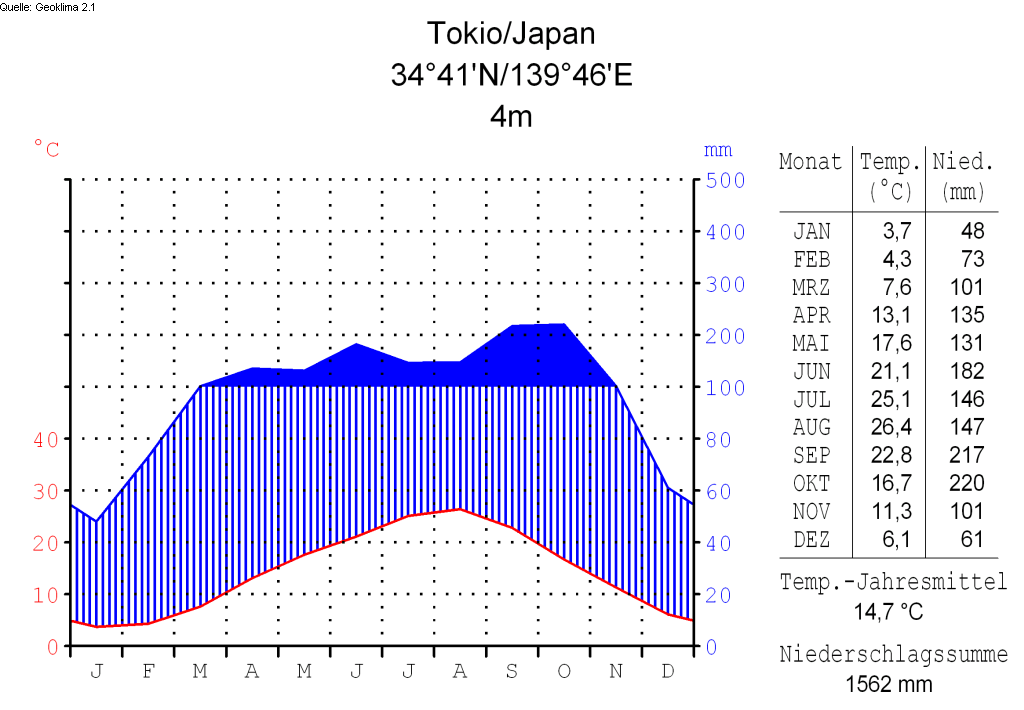
Tokio (Honshū)
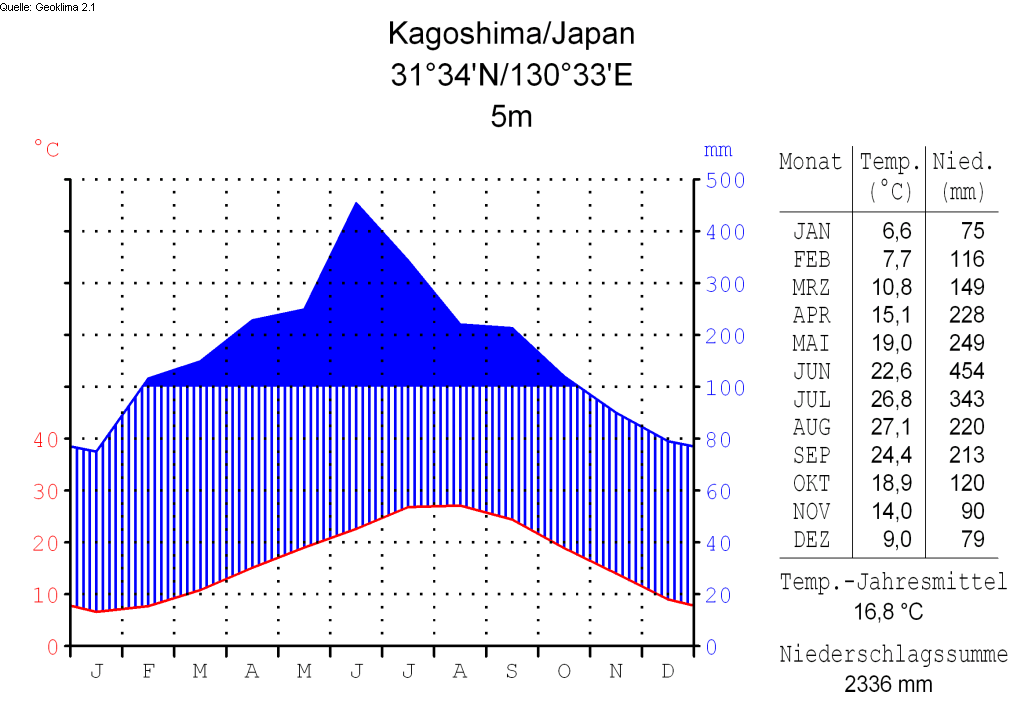
Kagoshima (Kyūshū)

## Naturerscheinungen
Japan liegt an der geologischen Bruchzone vierer tektonischer Platten (die Chinesische Platte im Westen, die Nordamerikanische im Norden, die Philippinische Platte im Süden und Osten und die Pazifische Platte im Osten). Von seinen etwa 240 Vulkanen, die zum pazifischen Feuerring gehören, sind 40 aktiv. In der gesamten Region gibt es nahezu täglich leichtere Erdbeben, in größeren Abständen auch schwere (z. B. Großes Kanto-Erdbeben 1923, Erdbeben von Kōbe 1995, Tōhoku-Erdbeben 2011). Jedes Jahr findet zum Jahrestag des Kanto-Erdbebens im September eine Übung zum Katastrophenschutz statt. Besonders Tokio ist einem hohen Erdbebenrisiko ausgesetzt (siehe Erdbeben in Tokio).
Im Spätsommer beginnt die Taifun-Saison, bei der vor allem der Süden und Südwesten Japans von über dem Pazifischen Ozean entstehenden Wirbelstürmen heimgesucht wird (z. B. von Taifun Tokage im Oktober 2004).
In den letzten tausend Jahren starben in Japan über 160.000 Menschen durch Tsunamis (durch unterseeische Erdbeben ausgelöste Flutwellen). Das Land verfügt heutzutage durch Messbojen im Pazifik über ein effektives Tsunami-Frühwarnsystem. Für die Bevölkerung finden regelmäßig Trainingsprogramme statt, viele japanische Küstenstädte schützen sich durch das Errichten riesiger Deiche. Diese Wälle aus Stahlbeton sind teilweise 10 Meter hoch, bis zu 25 Meter breit und mit stabilen Metalltoren ausgestattet.

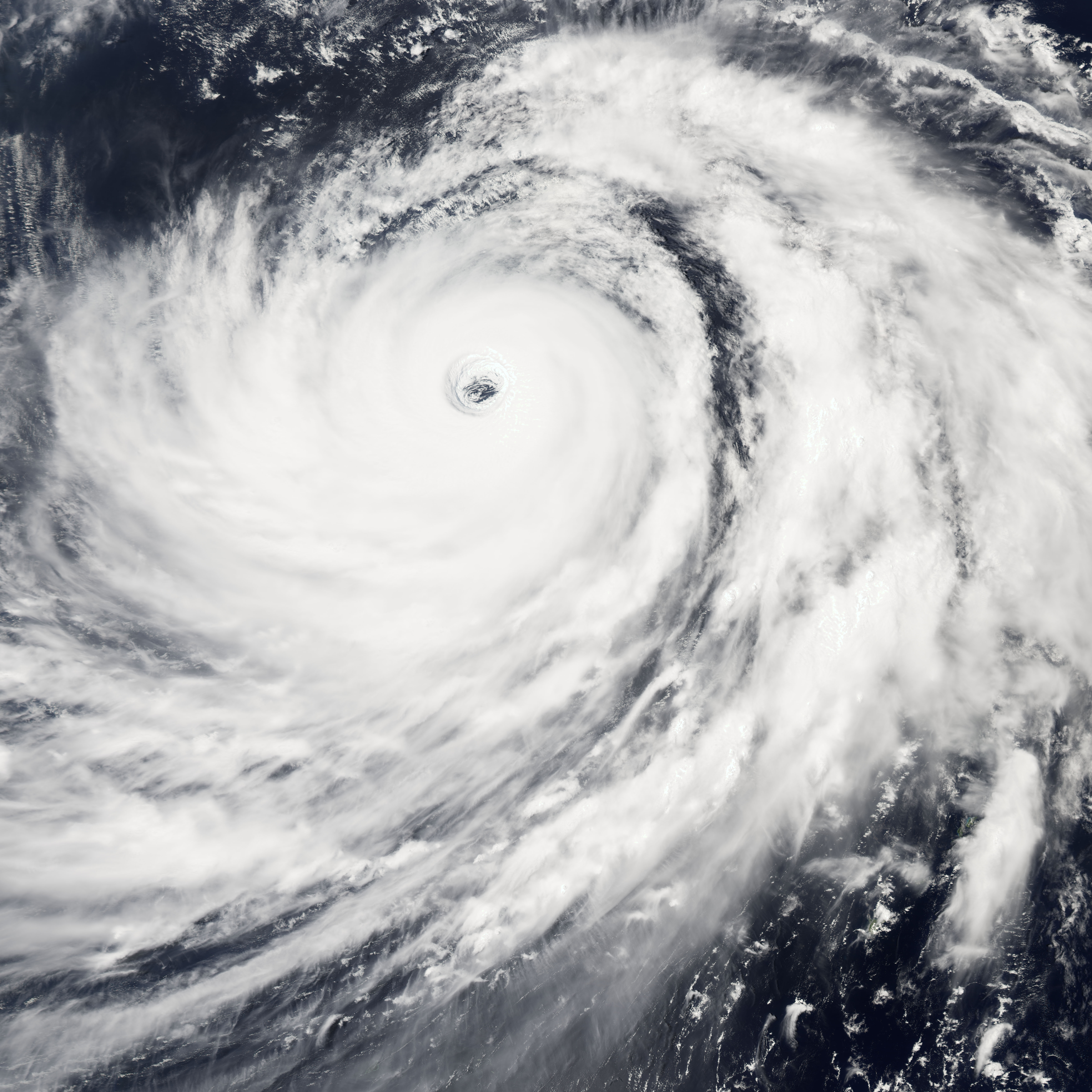
Taifun Nabi, 2005
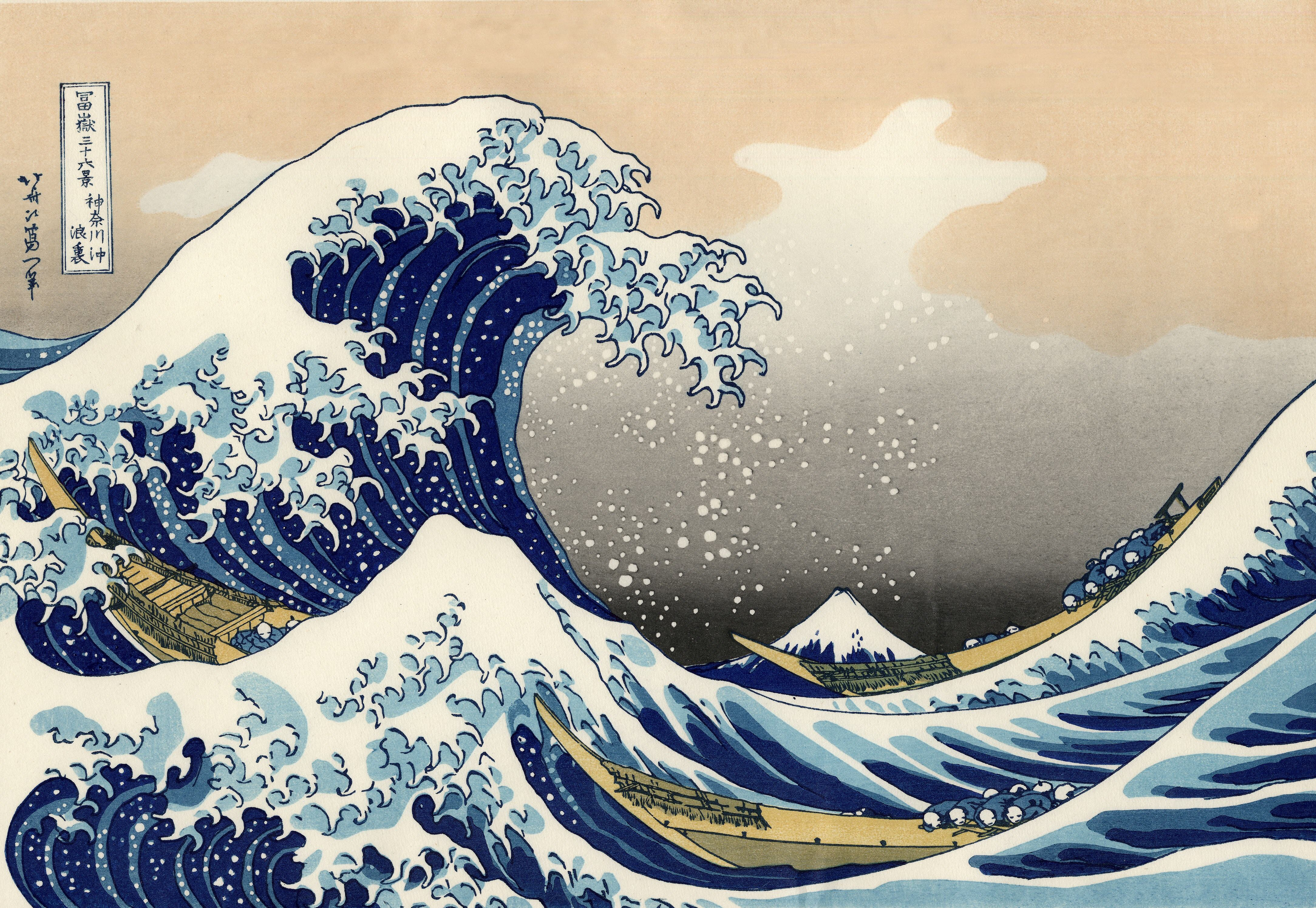
Die große Welle vor Kanagawa von Hokusai

## Japanische Flora und Fauna
Der Japanische Archipel erstreckt sich in einem langen Bogen von Norden (45. Breitengrad, Hokkaidō) nach Süden (20. Breitengrad, Okinotorishima). Im Inland finden sich eine Reihe Gebirgsketten, die die Baumgrenze überschreiten, außerdem gehört zu Japan eine größere Zone im Ostpazifik. Verglichen mit der Enge des Lebensraums, findet sich in Japan eine Vielzahl von Arten. Durch die Position als vorgelagerte Inselgruppe hat sich eine zwar mit „Kontinentalasien“ verwandte,
aber eigenständige Flora und Fauna entwickelt. Besonders erwähnt seien hier die Ogasawara-Inseln (auch: Bonin-Inseln), 1000 km südöstlich von Tōkyō, die wegen ihrer endemischen Spezies oft mit den Galapagosinseln verglichen werden.
Japan liegt am Schnittpunkt von drei Ökoregionen. Die Hauptinseln und die nahegelegenen Nachbarinseln sind Teil der Paläarktischen Florenregion. Die Ryūkyū-Inseln sind Teil der Indomalaiischen Region, während die Ogasawara-Inseln zu Ozeanien gerechnet werden.

### Säugetiere
An Großsäugetieren gibt es unter anderem den Braunbären auf Hokkaidō, auf Honshū den Asiatischen Schwarzbären, Sikahirsche und den Japanischen Serau (eine Ziegenantilope). Unter den einheimischen Arten findet sich auch der Japanmakak, der auf der Shimokita-Halbinsel (Präf. Aomori) heimisch ist und damit die nördlichste Affenpopulation der Welt bildet.
Die starke Verstädterung an den Küsten und auf den Japanischen Ebenen hat dazu geführt, dass einige Säugetierarten wie der Honshū-Wolf (Canis lupus hodophylax), der japanische Seelöwe (Zalophus californianus japonicus), der Seeotter und der Fischotter ausgestorben sind. Hunde und Katzen gibt es in Japan in einer breiten Auswahl an Rassen. Als die japanische Hunderasse wird der Shiba Inu angesehen. Es gibt 8 endemische noch existierende Pferderassen Japans: Miyako-, Hokkaido-, Kiso-, Noma-, Taishu-, Misaki-, Tokara- und Yonaguni-Pony.

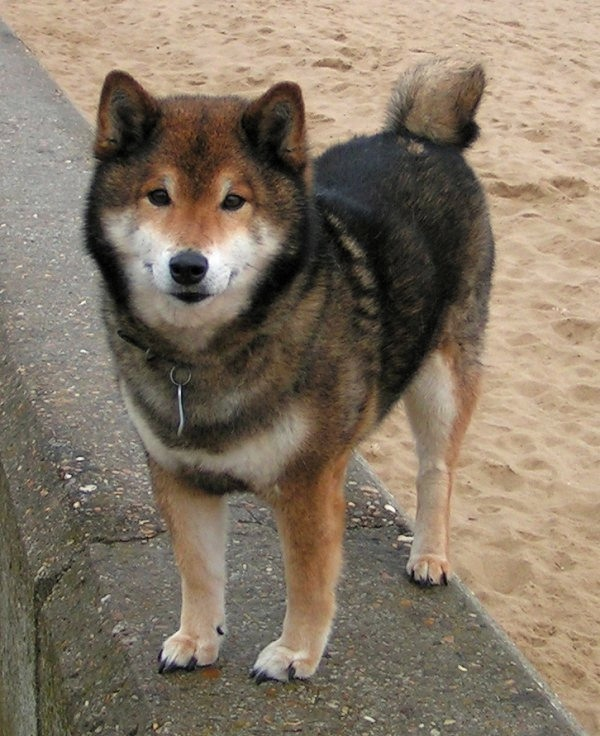
Shiba-Inu
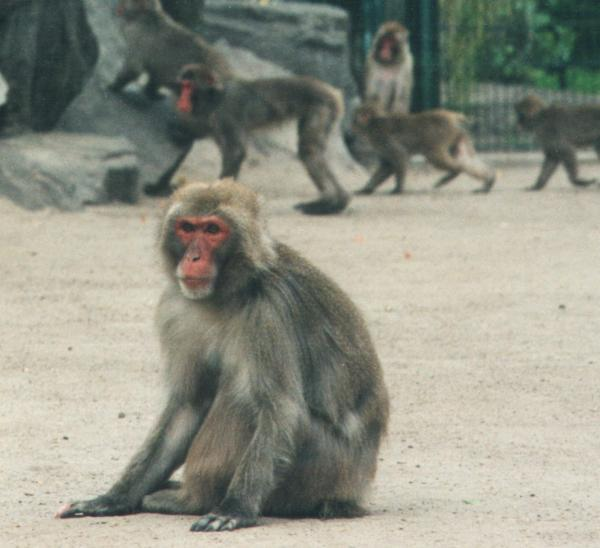
Japanmakak
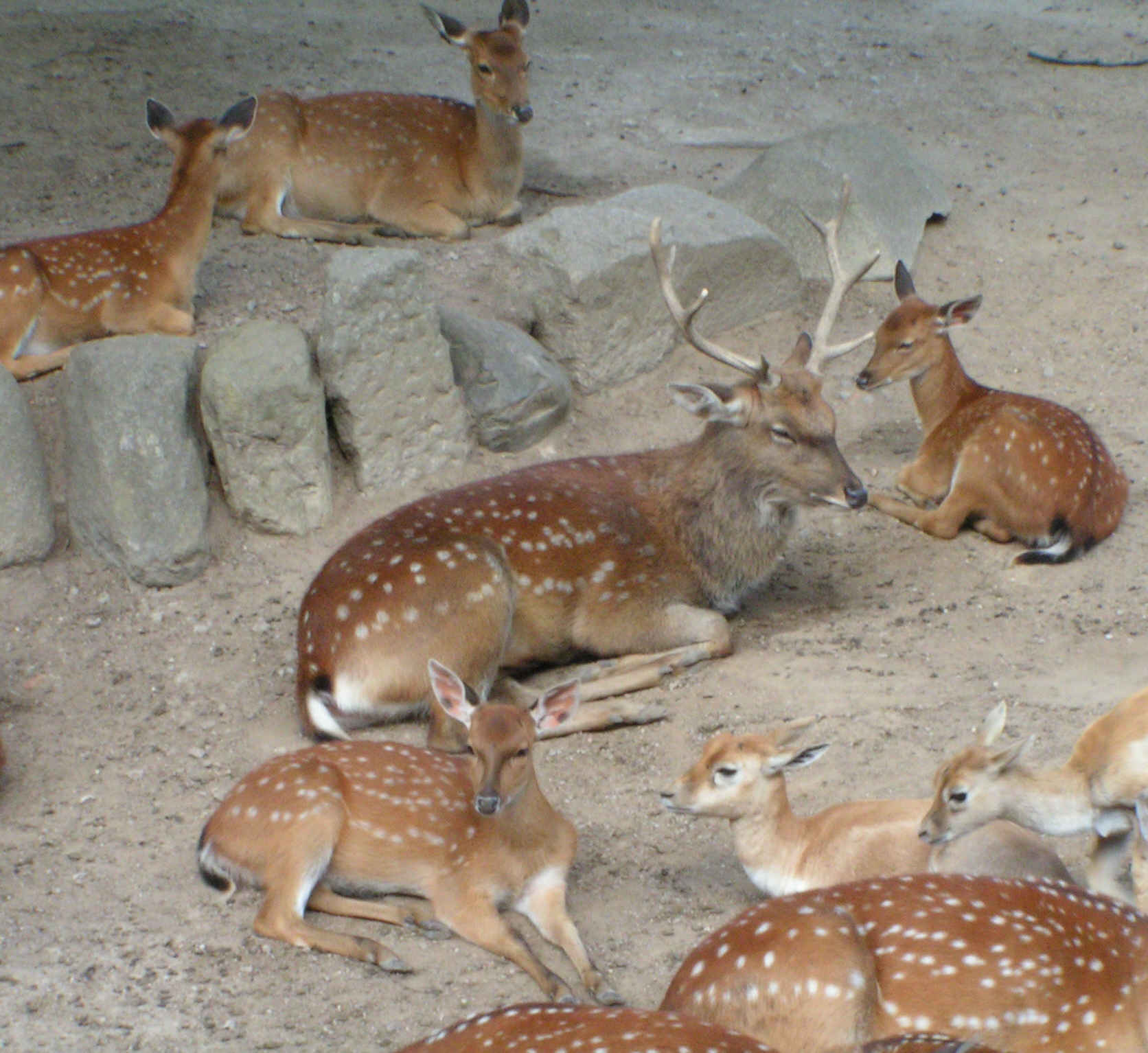
Sikahirsch
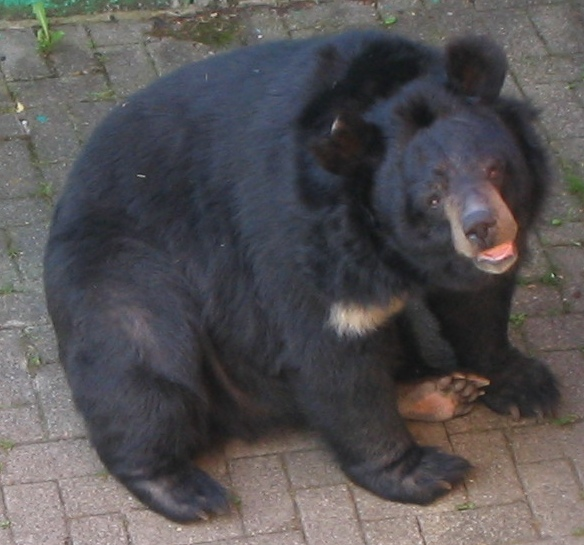
Asiatischer Schwarzbär
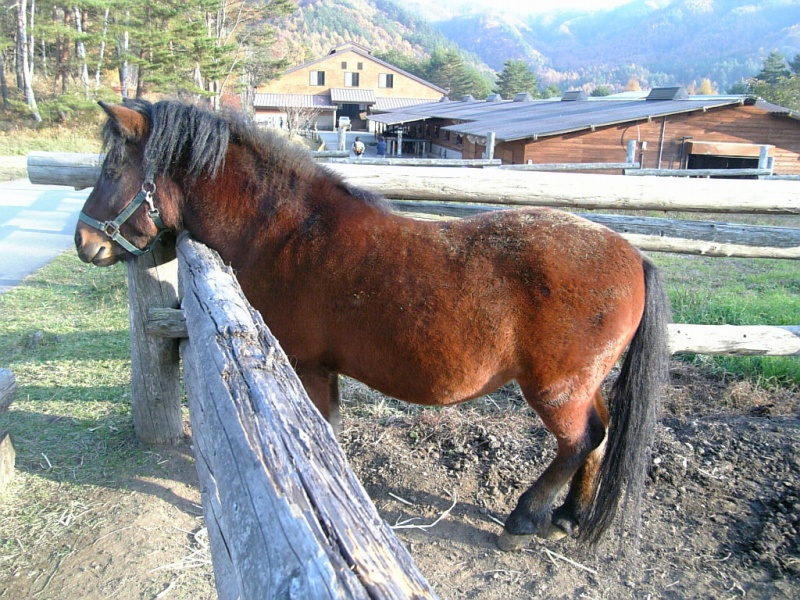
Kiso-Pony

### Vögel
In Japan sind über 500 verschiedene Vogelarten gesichtet worden. Da die Inselgruppe in jeder Richtung von Meer umgeben ist, ist eine Vielzahl davon Wasservögel. Von Nord nach Süd ist Japan eine wichtige Zwischenstation für Zugvögel. In Sibirien brütende Vögel finden hier ihr Winterquartier, während die in Japan brütenden Vögel im Winter in Richtung Südostasien ziehen. Auf diese Art findet eine Vielzahl von Vogelarten ihren Weg nach Japan. In den Städten finden sich Krähen (besonders die Aaskrähe), Spatzen, Tauben und Rauchschwalben. Nationalvogel ist der Buntfasan. Der japanische Haubenibis oder Nipponibis (toki, トキ) ist vom Aussterben bedroht. Die auf Okinawa lebende Okinawaralle (Gallirallus okinawae) hat wie viele auf Inseln lebende Rallen ihre Flugfähigkeit verloren. Durch die Verbreitung des kleinen Mungos auf der Insel, ist sie bereits in einem Teil ihres ursprünglichen Lebensraumes ausgestorben.

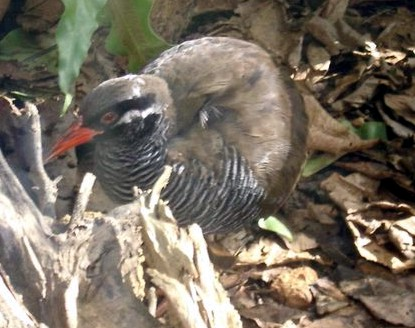
Die flugunfähige Okinawaralle (Gallirallus okinawae)
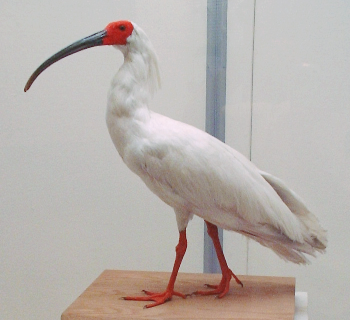
Nipponibis (Nipponia nippon)
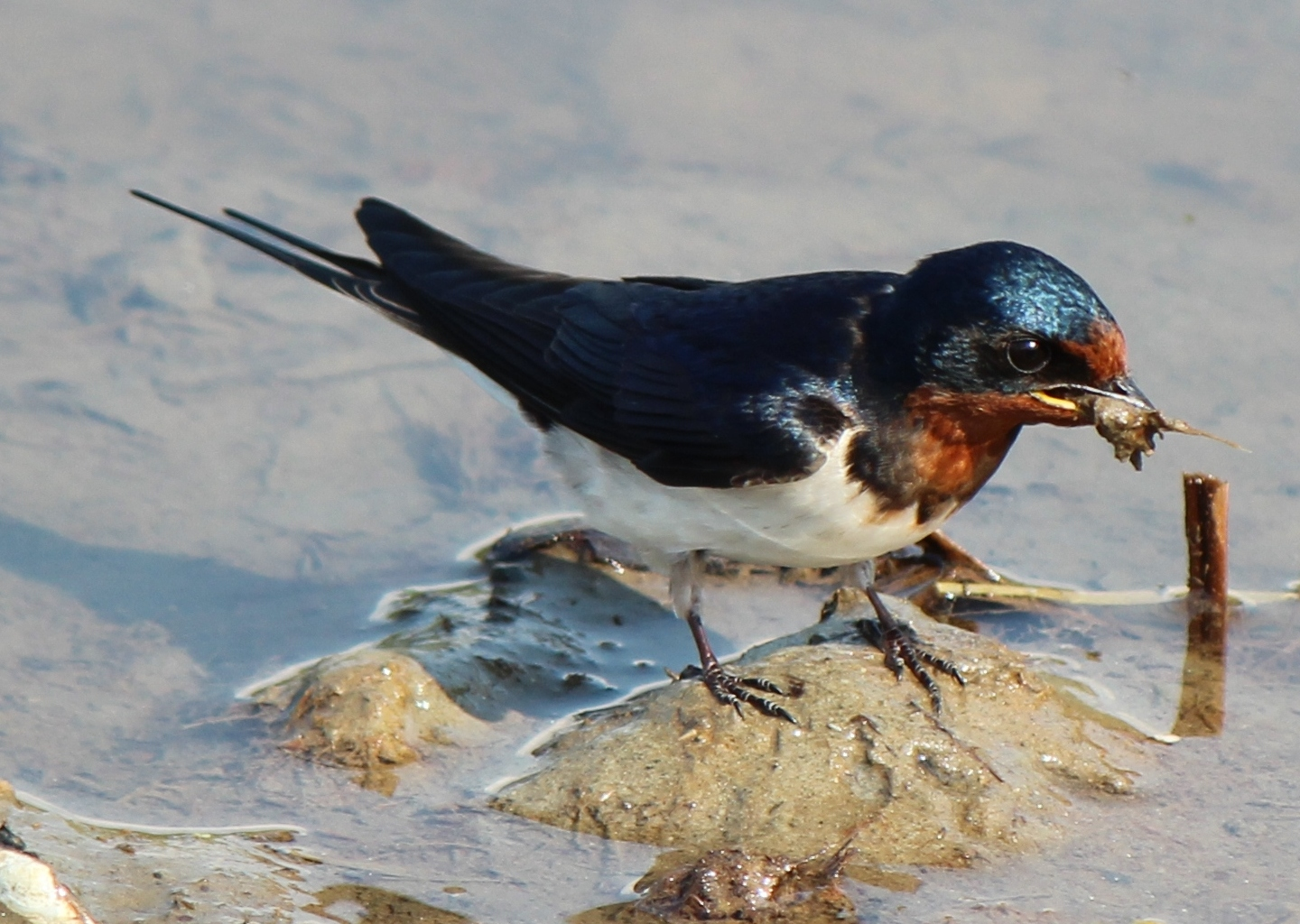
Japanische Unterart der Rauchschwalbe (Hirundo rustica gutturalis)

### Fische
Die japanischen Küstengewässer sind von kalten und warmen Meeresströmungen durchzogen, deren Berührungslinien gute Wachstumsbedingungen für Plankton bieten. Das Land liegt an einer Belastungskante der Kontinentalplatten, durch deren Verschiebungen sich eine zerklüftete Küstenlinie gebildet hat. Dadurch bietet sich ein guter Lebensraum für eine Vielzahl von Fischarten (ca. 1337), und die Küste von Sanrikuoki (in der Präfektur Iwate) bis hoch zu den Kurilen ist einer der drei reichsten Fischgründe in der Welt. Auch in den Flüssen gibt es eine reichhaltige Zahl von Fischarten, auch begünstigt durch das regenreiche Klima. In den Brackwassergebieten der Flussmündungen gibt es eine Vielzahl von Muscheln. Problematisch ist die Wasserverschmutzung und die Betonierung der Flussbetten, die zu einem Aussterben zahlreicher Arten geführt hat. In den Siebzigern gab es eine starke Umweltbewegung, die erste Erfolge dagegen verbuchen konnte. Die Vielfalt der japanischen Fischwelt lässt sich auch als Tourist erleben, denn Tauchen ist in Japan ein beliebter Freizeitsport und in vielen Städten gibt es große Aquarien.

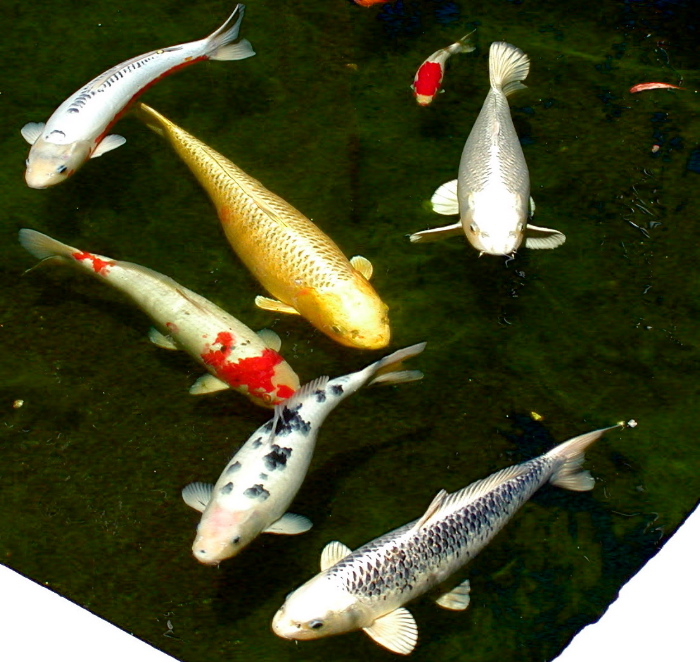
Koi-Karpfen

### Flora
Japan ist zu 68,4 % mit Wald (zu großen Teilen schwer zugängliche Bergwälder) bedeckt, ein Umstand, der des Öfteren vergessen wird, wenn über die Betonmeere der modernen Metropolen berichtet wird. Durch den vulkanischen Ursprung der Inseln ist eine Vielzahl der einheimischen Arten auf ebendiese Umgebungen spezialisiert.

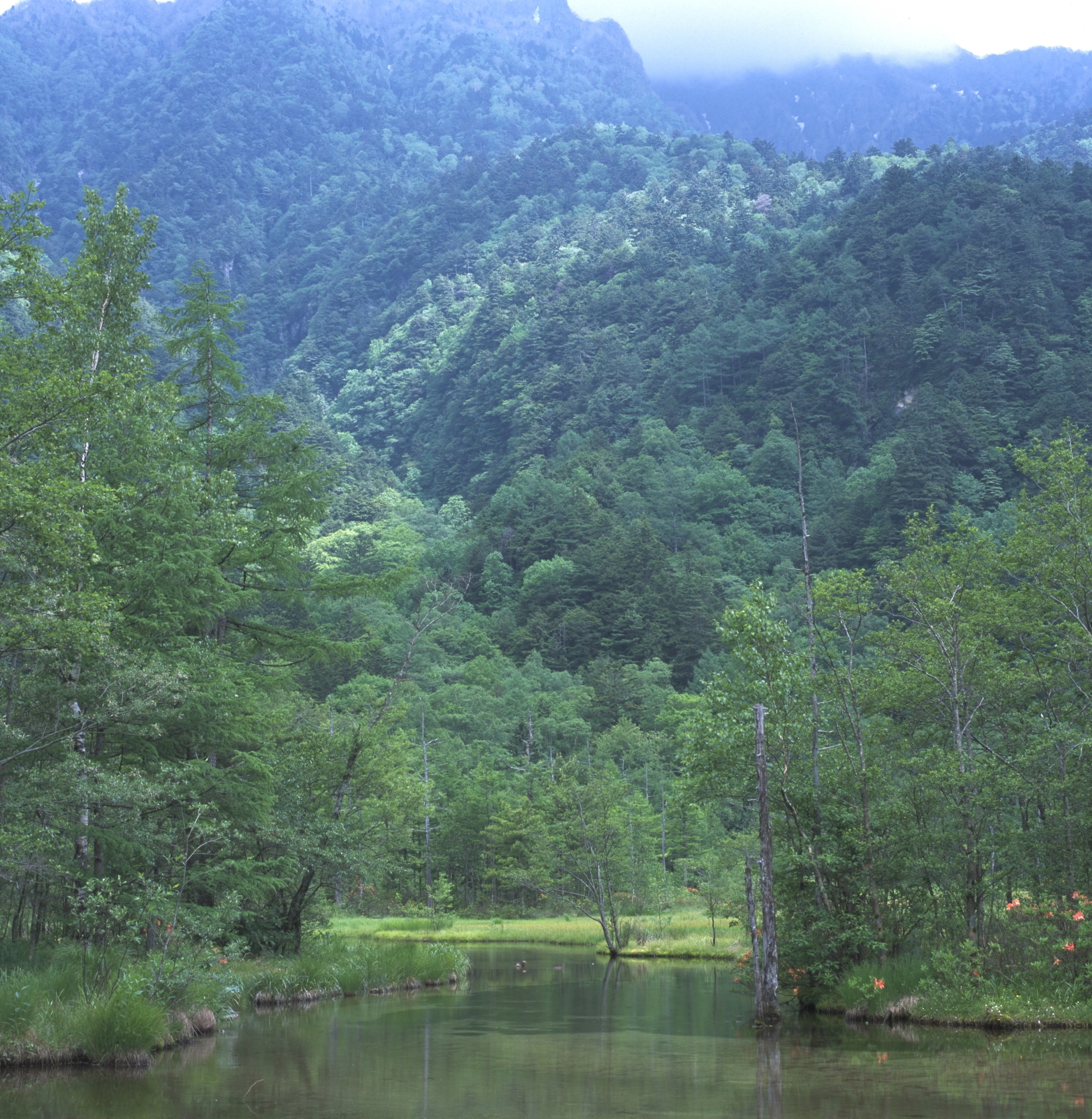
Bergwald
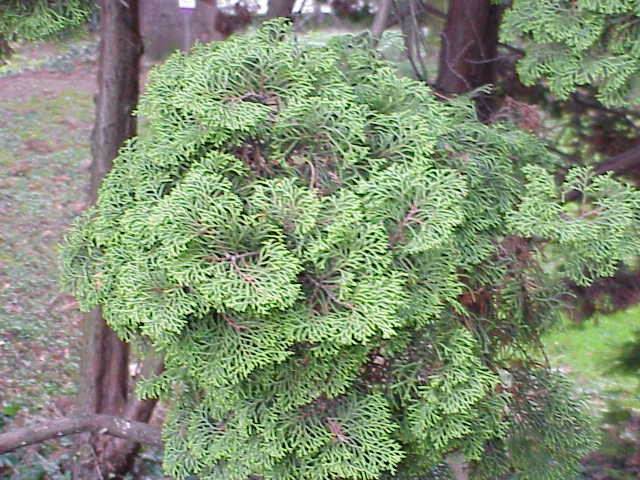
Hinoki-Scheinzypresse
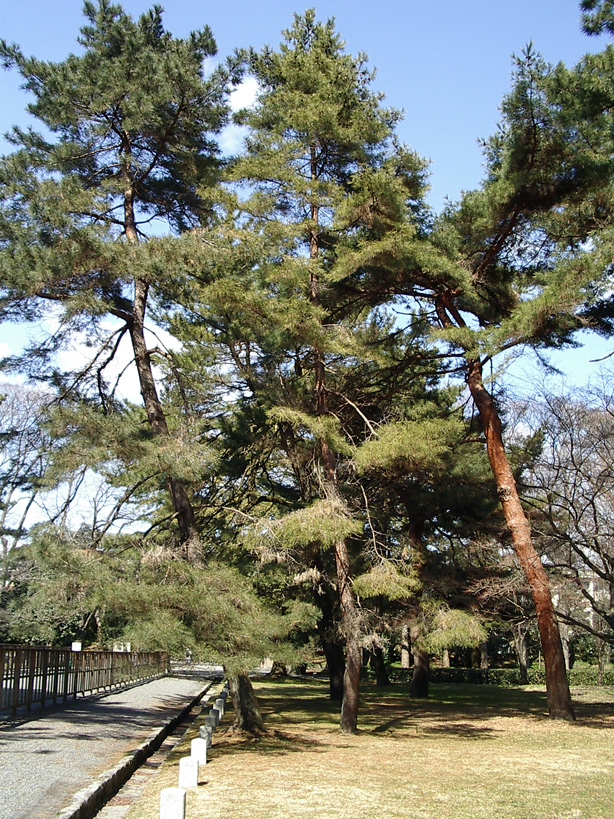
Japanische Rotkiefer
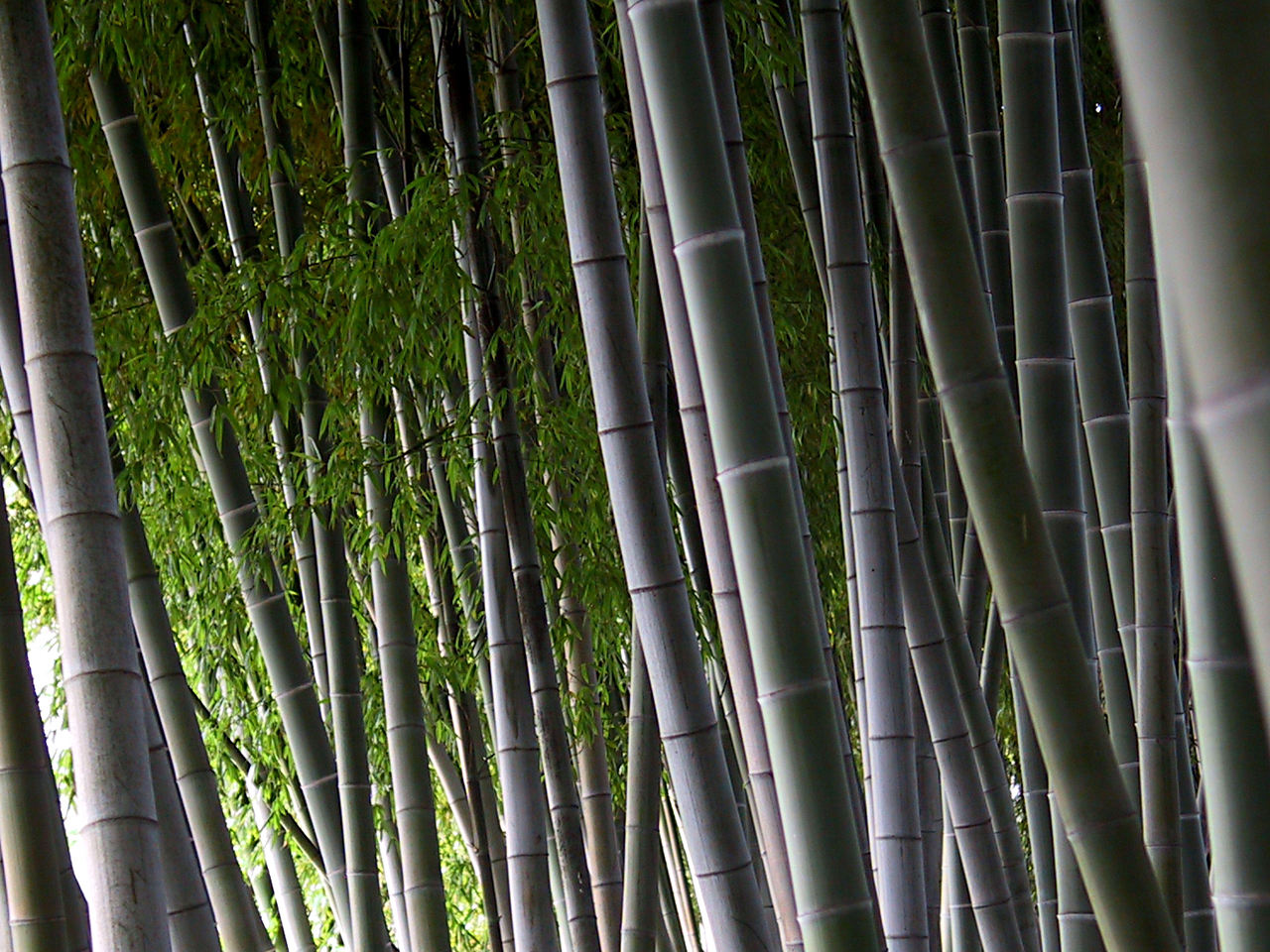
Bambus

### Kulturpflanzen
Wichtigste Kulturpflanze in Japan ist der aus Korea eingeführte Reis, genaugenommen Oryza sativa japonica (Kurzkornreis), historisches Arme-Leute-Essen ist allerdings die Hirse, da der Reis als Steuer entrichtet werden musste. Ebenfalls angebaut werden verschiedene Bohnensorten, unter anderem die Adzukibohne, und eine Reihe von Gemüsen, darunter Ingwer, Rettich und Spinat. Heimisch sind außerdem verschiedene Zitrusfrüchte wie die Natsumikan, darüber hinaus wurde eine Reihe von Obst- und Gemüsesorten eingeführt. Zur traditionellen Küche gehören außerdem Seetang (unter anderem Nori) und (Meeres-)Algen (Wakame). Traditionelle japanische Häuser werden aus dem Holz der Sicheltanne gebaut.

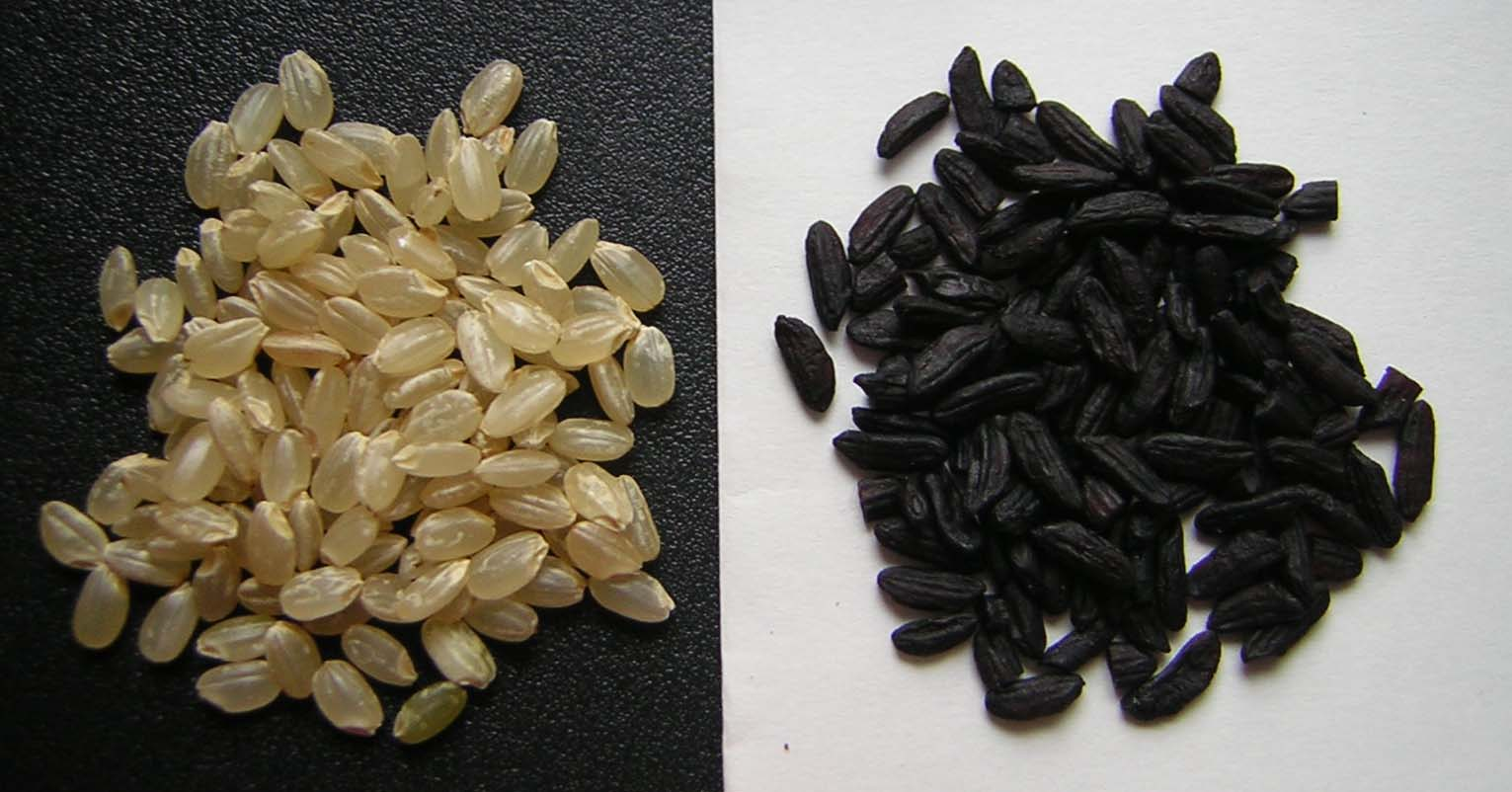
Vollkornreis und schwarzer Naturreis
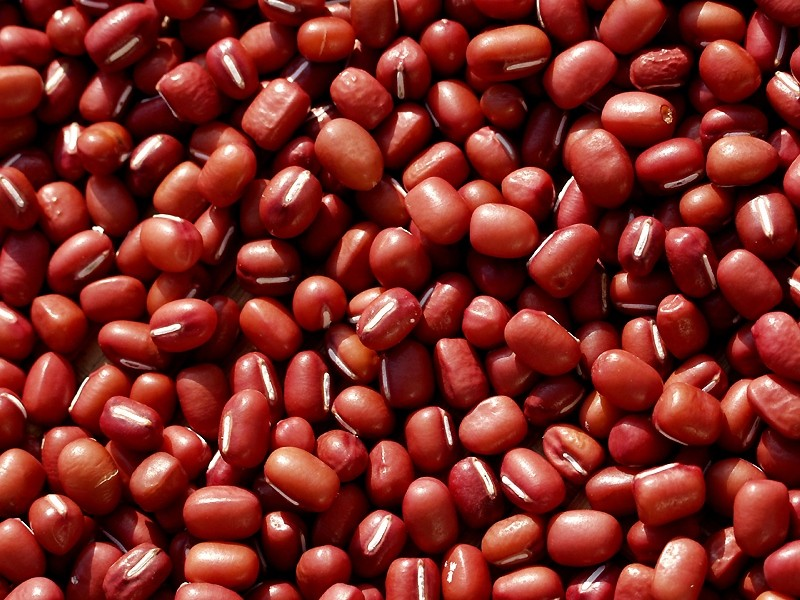
Adzukibohne

## Die zehn größten Städte
Die zehn größten Städte nach der Volkszählung vom 1. Oktober 2010 sind:
1. Tokio (8.949.447 Einwohner)
2. Yokohama (3.689.603)
3. Osaka (2.666.371)
4. Nagoya (2.263.907)
5. Sapporo (1.914.434)
6. Kōbe (1.544.873)
7. Kyōto (1.474.473)
8. Fukuoka (1.463.826)
9. Kawasaki (1.425.678)
10. Saitama (1.222.910)

Siehe auch: Städte in Japan

## Infrastruktur

### Verkehrswege
Hauptartikel: Verkehr in Japan
Die gut ausgebauten Bahntrassen Japans haben eine Gesamtlänge von 23.577 km. Das entspricht Platz 14 (Stand 2004) der Weltrangliste (zum Vergleich: Deutschland liegt mit 46.142 km auf Platz 9.)
Die Nord-Süd-Verbindung des Shinkansen ist die Lebensader des Landes. Zu den Olympischen Spielen 1964 wurde das erste Teilstück von Tokio nach Osaka eröffnet, damit können die Japaner als Erfinder des modernen Hochgeschwindigkeitszugs gelten. Durch kleine Strecken der sieben Nachfolgegesellschaften der privatisierten Staatsbahn JR, durch Privatbahnen, Überlandbusse und Fähren ist nahezu jedes Dorf und jede kleine Insel in Japan an das Netz angeschlossen. In den Städten gibt es exzellente Nahverkehrsverbindungen, U-Bahnen wie in Tokio, Osaka, Kyōto und vielen anderen, Straßenbahnen wie in Hiroshima oder Matsuyama und natürlich Busse. Auch ungewöhnliche Lösungen finden sich in Japan, wie die Einschienenbahn Kitakyūshū.
Bahn- sowie Nahverkehrsbeförderungsgebühren schwanken stark nach Region und Betreibergesellschaft, sind aber wegen fehlender staatlicher Subventionierung im Allgemeinen hoch.

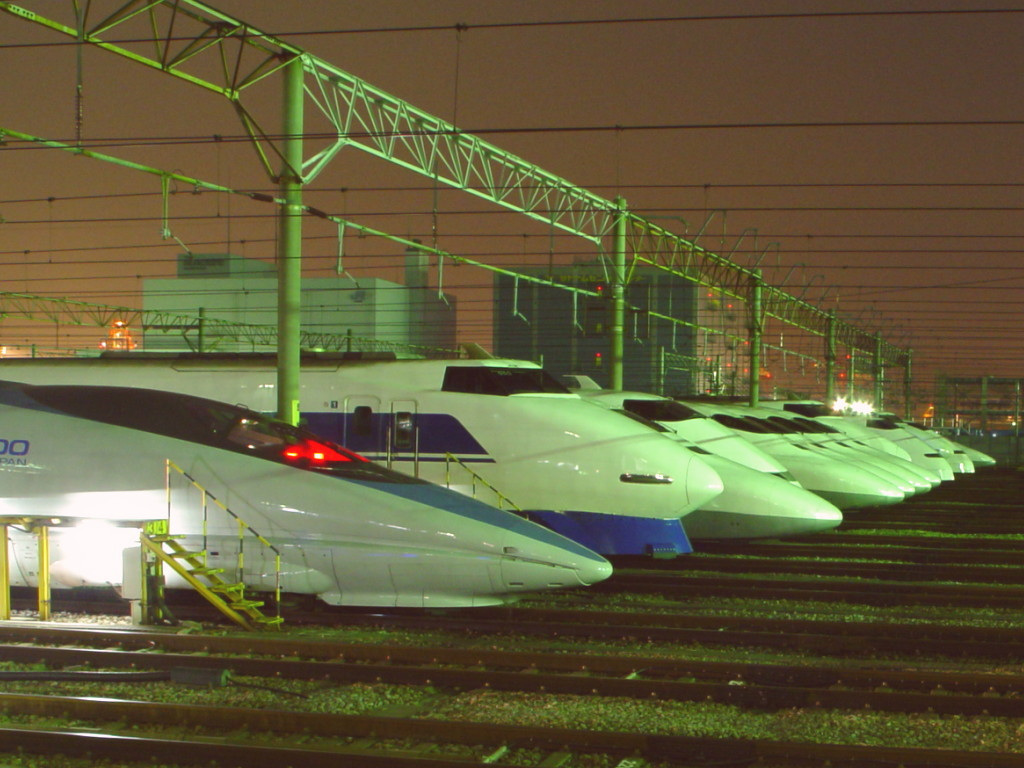
Shinkansen
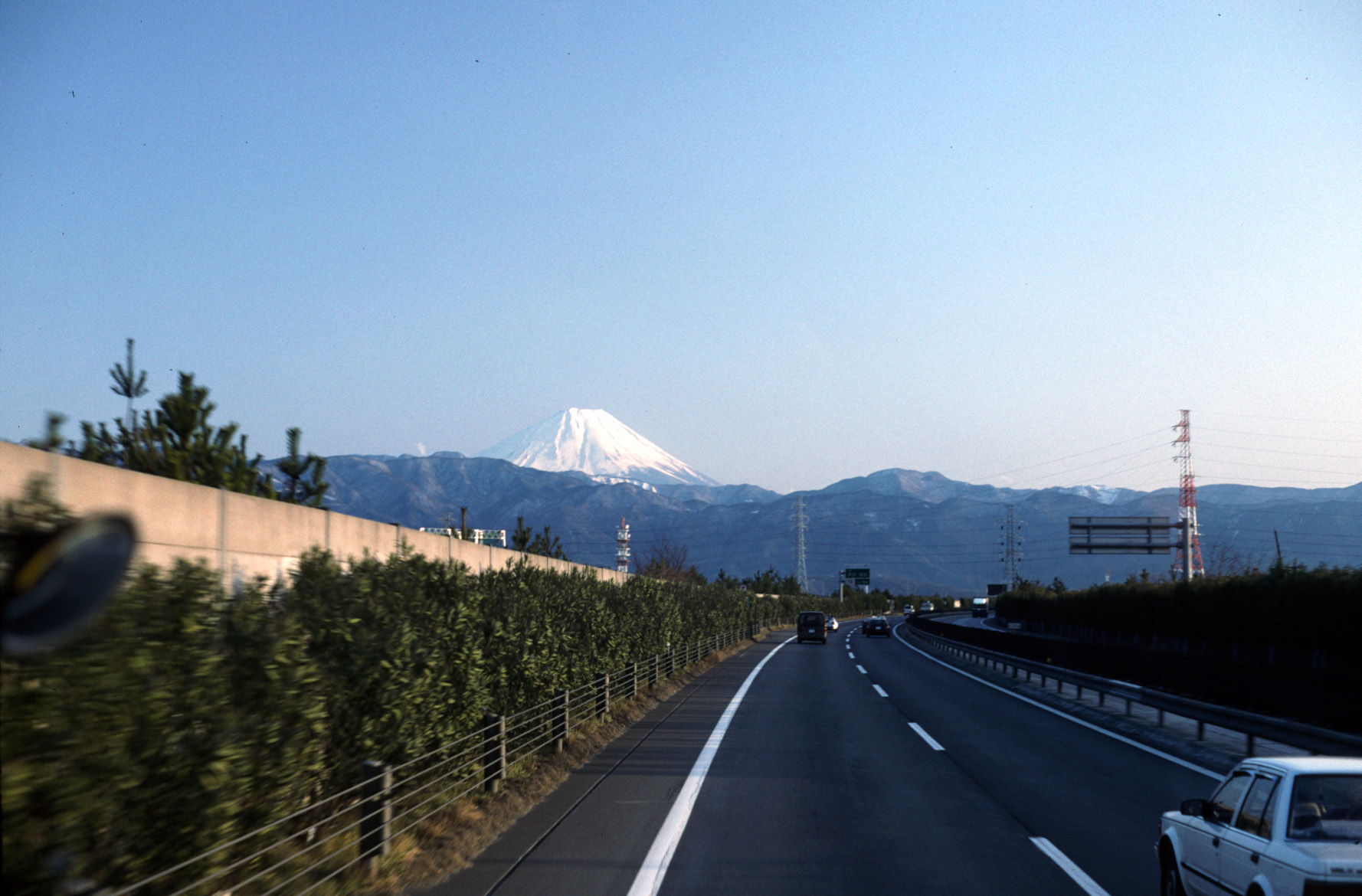
Chuo-Autobahn und Fujisan
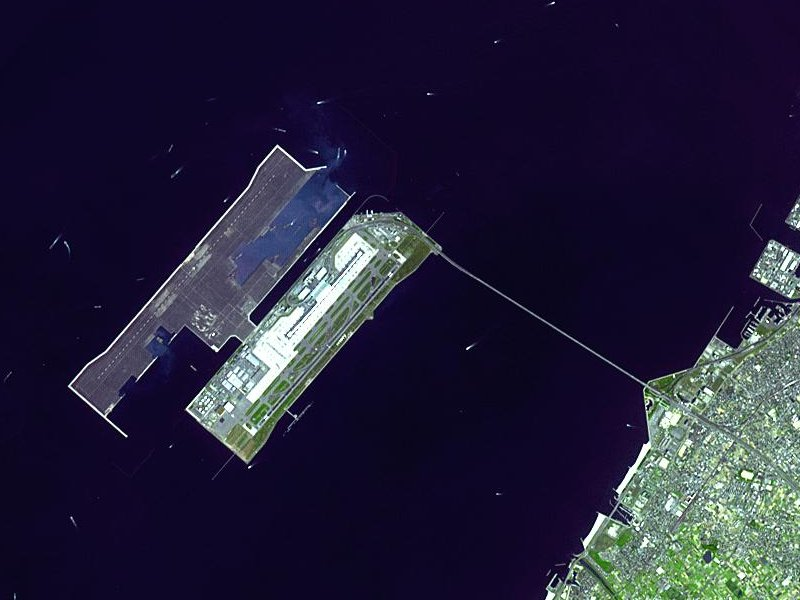
Kansai International Airport
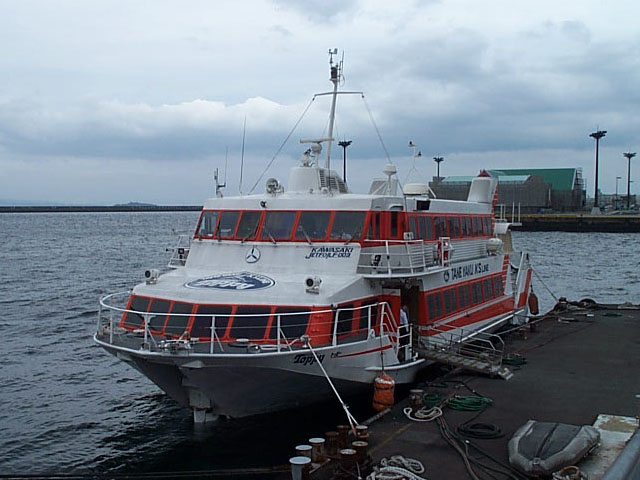
Tragflügelboot-Fähre nach Tanegashima

Da die Städte sehr dicht bebaut sind, müssen Japaner in den Metropolregionen nachweisen, dass sie einen Parkplatz besitzen, bevor sie sich ein Auto kaufen können. Insgesamt sind in Japan rund 45 Millionen Autos zugelassen. In Wohngegenden sind die Straßen sehr eng und haben keine Bürgersteige. Es gibt im Straßenbild auch kaum Lastkraftwagen, denn nur schmale Kleinlaster kommen in den engen Gässchen überall durch, um kleine Läden oder die an jeder Ecke vorhandenen Getränkeautomaten zu beliefern. Das japanische mautpflichtige Autobahnnetz umfasst rund 7.000 Kilometer, weitere 2.000 sind in Planung. Das Netz ist in staatlicher Hand, die Betreibergesellschaften wurden jedoch im Jahr 2005 in private Gesellschaften in öffentlichem Besitz umgewandelt und sollen eventuell verkauft werden. Auf den Autobahnen herrscht ein Tempolimit von 100 km/h, wobei viele Abschnitte jedoch auch mit einem Tempolimit von 80 km/h belegt sind.
Das gut ausgebaute Straßen- und Bahnnetz ist umso erstaunlicher, wenn man bedenkt, dass im bergigen Inland und zwischen den Inseln viele Tunnel und Brücken nötig sind und dass die Infrastruktur ständig durch Erdbeben, Taifune und Vulkanausbrüche gefährdet ist. Strom- und Telefonleitungen sind in Japan grundsätzlich oberirdisch geführt, damit man sie im Katastrophenfall schnell wieder instand setzen kann. Ein Problem sind allerdings die unterirdischen Gasleitungen, die meisten Japaner kochen mit Erdgas. Bei Erdbeben brechen dadurch schnell Feuer aus. Zur japanischen Infrastruktur gehört deswegen auch ein dichtes Netz an Katastrophenwarnsystemen.
Die größten Flughäfen sind Tokyo Narita, Tokyo Haneda, Kansai International Airport und der zur EXPO Aichi 2005 neu eröffnete Central Japan International Airport. Da ebenes Land in Japan immer knapp ist, wurden die letzten drei der vier auf künstlichen Inseln errichtet.

### Telefonnetz
Ebenfalls gut ausgebaut ist das Telefonnetz und nahezu die gesamte Bevölkerung besitzt ein Handy. Internetzugang besteht über Breitbandverbindungen mittels FTTH.

## Anmerkung
1. ↑  Bisweilen wird die Fossa Magna irrtümlich mit der ISTL gleichgesetzt.